# Liste de points extrêmes de la Chine

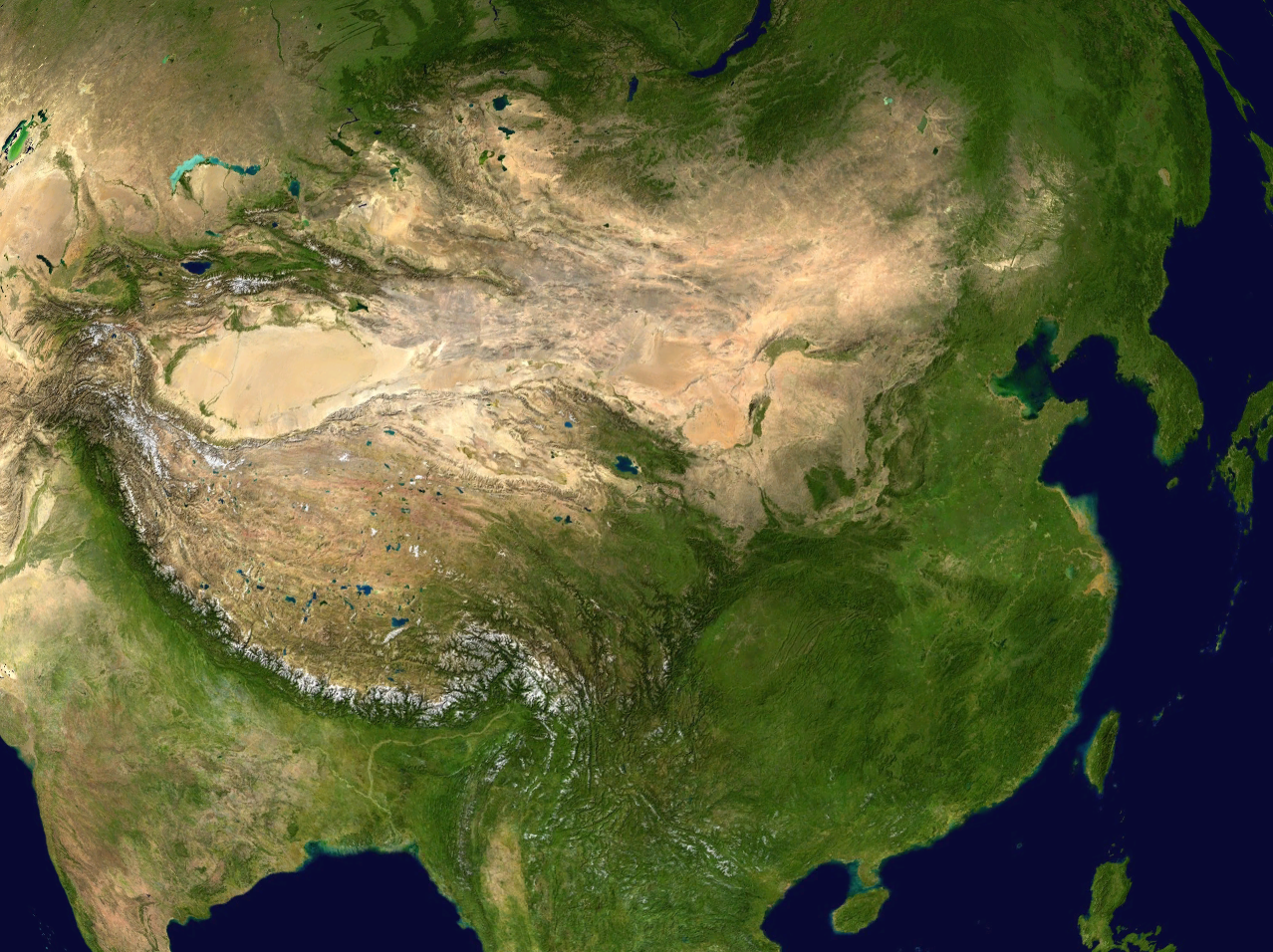
Photo satellite de la Chine

Voici une liste de points extrêmes de la Chine.

## Latitude et longitude

### Continent
- Nord : Wusuli, Heilongjiang 53° 33′ N, 123° 16′ E
- Sud : Hai'an (Xucheng), Guangdong 20° 14′ N, 109° 56′ E
- Ouest : point à une centaine de kilomètres au sud-ouest de Wuqia, Xinjiang 39° 15′ N, 73° 38′ E
- Est : près de Haiqing, Heilongjiang 47° 40′ N, 134° 45′ E

### Totalité du territoire
- Nord : Wusuli, Heilongjiang 53° 33′ N, 123° 16′ E
- Sud : Yulin, Hainan 18° 07′ N, 109° 32′ E[1],[2]
- Ouest : point à une centaine de km au Sud-Ouest de Wuqia, Xinjiang 39° 15′ N, 73° 38′ E
- Est : près de Haiqing, Heilongjiang 47° 40′ N, 134° 45′ E

## Altitude
- Maximale : Everest, Tibet, 8 848 m
- Minimale : dépression de Tourfan, Xinjiang, -154 m